# The Living Death
The Living Death é um filme mudo do gênero drama produzido nos Estados Unidos, dirigido por Tod Browning e lançado em 1915.